# والتر مولر (لاعب كرة قدم)
والتر مولر (1 يناير 1920 ببيرسفيلدن في سويسرا - 14 ديسمبر 2010 ببيرسفيلدن في سويسرا) هو لاعب كرة قدم سويسري في مركز حراسة المرمى. شارك مع منتخب سويسرا لكرة القدم. أما مع النوادي، فقد لعب مع نادي بازل وFC Birsfelden ‏.

## وصلات خارجية
- والتر مولر على موقع عالم كرة القدم.نت (الإنجليزية)